# Yasovarman I
Yasovarman I (Paramasivaloka) (889-912) fue un rey que reinó sobre el Imperio jemer entre los años 889-910.

## Origen
Era hijo de Indravarman I y de la reina Indradevi.

## Reinado
Después de haber construido su templo a los ancestros sobre una isla al centro del Baray de Lolei, Yasovarman I estableció su capital en Angkor, que tomará primeramente su nombre, (Yasodharapura), apelación que conservará hasta el siglo XIII. Da igualmente su nombre al Baray oriental (Yasodharatataka), donde su padre había empezado los trabajos y que él acabará. Construye su templo de Estado sobre el Phnom Bakheng y sobre las otras dos colinas vecinas (Phnom Bok y Phnom Krom), dos grupos de tres templos, cada uno dedicado a una de las divinidades de la Trimurti: (Brahma, Vishnu y Shiva). Cubre igualmente su reino de Âshrama, que hacen tanto oficio de alojamiento para los viajeros como de monasterios, todos construidos sobre el mismo modelo y que van a extenderse de Vat Phou (hoy en día en Laos) al norte, a la Provincia de Kompot al sur, que pasa por Prey Veng y Prachinburi (actualmente en Tailandia),
Fue llamado «Rey leproso», porque se cree que murió de lepra.